# Ralf Herrmann
Ralf Herrmann (* 1956) ist ein deutscher Komponist und Musikpädagoge.

## Leben
Ralf Herrmann absolvierte ein Musikstudium am Fachbereich Musik der Johannes Gutenberg-Universität Mainz mit künstlerischem Abschluss (Fächer: Klavier/Posaune).
Er nahm an mehreren internationalen Jazz- und Bigbandkursen teil, unter anderem bei Jiggs Whigham (Leiter der BBC Big Band) und Peter Herbolzheimer (Rhythm Combination & Brass).
Aus seiner Tätigkeit als Musikbearbeiter und Komponist im Bereich Jazz gingen 2002 eine internationale Verlagsveröffentlichung (Klavierband „Swing It“) und 2005 eine CD-Produktion (10 Jazz-Etüden für Klavier, op. 9) hervor.
Herrmann organisierte und leitete mehrere künstlerische Projekte in den Bereichen Jazz & Brass. Er ist Künstlerischer Leiter der pRH Big Band.
Freiberuflich unterrichtet er als Pianist, und an der Kreismusikschule Birkenfeld e.V. als freier künstlerischer Mitarbeiter im Fachbereich Blechblasinstrumente. Das Ergebnis seiner musikpädagogischen Tätigkeit sind mehrere Preisträger bei dem Musikwettbewerb „Jugend musiziert“.

## Werke
- Klavierband Swing It mit 10 Eigenkompositionen und Jazzklassikern für Klavier (2002)
- CD-Produktion mit 10 Jazz-Etüden für Klavier, op. 9 (2005)